# 張應元
張應元（1544年—？），字子貞，號春臺，直隸徽州府休寧縣岭南人，民籍，明朝政治人物。

## 生平
隆慶元年（1567年）丁卯科應天府鄉試第二十一名舉人。隆慶五年（1571年）中式辛未科會試第十六名，三甲第一百零三名進士。改庶吉士，萬曆元年（1573年）五月授翰林院檢討，三年丁憂歸。六年复除原职，十月充会典纂修官，十一年八月编纂六曹章奏，十三年六月与礼部员外郎李同芳担任湖广乡试考试官，十四年晉翰林院修撰，十五年二月以大典告成，升司經局洗馬兼修撰，养病。

## 家族
曾祖張復裕；祖父張希文；父張惟勤，母汪氏。具庆下。